# Наташа Чалуковић
Наташа Чалуковић (Земун, 12. мај 1955 — Београд, 12. октобар 2023) била је српска дипломирана физичарка и професорка у овој области. Аутор је преко десет уџбеника и збирки решених задатака из физике за наставу у средњој и основној школи, укључујући и четири специјализоване збирке решених задатака за Математичку гимназију и припрему за такмичења.

## Биографија
Чалуковићева је основну школу „Отон Жупанчич”, као и први разред средње школе у Земунској гимназији, завршила у Земуну. Након тога се уписала у Математичку гимназију, коју је завршила 1974. године.
Дипломирала је на тадашњем Природно-математичком факултету - одсек физика 1978. године, након чега је имала понуду да остане на факултету у својству запослене. Као разлог за одбијање ове пословне понуде, навела је жељу да се врати у Математичку гимназију. У радни колектив ове школе за стално је примљена недуго затим, у време организовања усмереног образовања, услед потребе за повећањем обима наставног кадра.
Након оснивања прве Рачунарске гимназије у Србији, 2005. године, Чалуковићева је од наредне године отпочела са радом и у овој школи, добивши одређени фонд часова. Године 2010, Драган Ђилас јој је у име града доделио „Награду Београда за образовање”, за израду уџбеника Физика за седми разред.
Преминула је 12. октобра 2023. године у Београду.

## Дела
Уџбеници
1. Наташа Чалуковић, Физика 6: збирка задатака са лабораторијским вежбама за 6. разред основне школе, Круг (Београд)
2. Наташа Чалуковић, Физика 7: уџбеник за 7. разред основне школе, Круг (Београд)
3. Наташа Чалуковић, Физика 1: уџбеник за први разред гимназије, Круг (Београд)
4. Наташа Чалуковић, Физика 2: уџбеник за други разред гимназије природно-математичког смера, Круг (Београд)
5. Наташа Чалуковић, Физика 2: уџбеник за други разред Математичке гимназије, Круг (Београд)
6. Наташа Чалуковић, Физика 4: уџбеник за четврти разред гимназије, Круг (Београд)

Збирке задатака
1. Наташа Чалуковић, Физика 7: задаци, тестови, лабораторијске вежбе за 7. разред основне школе
2. Наташа Чалуковић, Наташа Калделбург, Физика 2: Збирка решених задатака за II разред гимназија и техничких школа, Круг (Београд)
3. Наташа Чалуковић, Физика 4: збирка решених задатака за IV разред гимназија и техничких школа, Круг (Београд)

Специјализоване збирке задатака за Математичку гимназију и припрему за такмичења
1. Наташа Чалуковић, Милан Распоповић, Физика 1М: Збирка решених задатака за I разред Математичке гимназије и припреме за такмичења, Круг (Београд)
2. Наташа Чалуковић, Милан Распоповић, Физика 2М: Збирка решених задатака за II разред Математичке гимназије и припреме за такмичења, Круг (Београд)
3. Наташа Чалуковић, Милан Распоповић, Физика 3М: Збирка решених задатака за III разред Математичке гимназије и припреме за такмичења, Круг (Београд)
4. Наташа Чалуковић, Милан Распоповић, Физика 4М: Збирка решених задатака за IV разред Математичке гимназије и припреме за такмичења, Круг (Београд)